# Бентлівілл (Огайо)
Бентлівілл (англ. Bentleyville) — селище (англ. village) в США, в окрузі Каягога штату Огайо. Населення — 897 осіб (2020).

## Географія
Бентлівілл розташований за координатами 41°24′48″ пн. ш. 81°24′48″ зх. д. / 41.41333° пн. ш. 81.41333° зх. д. (41.413345, -81.413464).  За даними Бюро перепису населення США в 2010 році селище мало площу 6,73 км², з яких 6,62 км² — суходіл та 0,11 км² — водойми.

## Демографія
Згідно з переписом 2010 року, у селищі мешкали 864 особи в 303 домогосподарствах у складі 261 родини. Густота населення становила 128 осіб/км².  Було 318 помешкань (47/км²).
Расовий склад населення:
| - 95,0 % — білих - 2,8 % — азіатів - 0,7 % — чорних або афроамериканців |

До двох чи більше рас належало 1,5 %. Частка іспаномовних становила 0,6 % від усіх жителів.
За віковим діапазоном населення розподілялося таким чином: 29,3 % — особи молодші 18 років, 60,6 % — особи у віці 18—64 років, 10,1 % — особи у віці 65 років та старші. Медіана віку мешканця становила 46,2 року. На 100 осіб жіночої статі у селищі припадало 98,2 чоловіків;  на 100 жінок у віці від 18 років та старших — 96,5 чоловіків також старших 18 років.
Середній дохід на одне домашнє господарство  становив 289 459 доларів США (медіана — 200 625), а середній дохід на одну сім'ю — 314 770 доларів (медіана — 230 313). За межею бідності перебувало 2,2 % осіб, у тому числі 0,0 % дітей у віці до 18 років та 0,0 % осіб у віці 65 років та старших.
Цивільне працевлаштоване населення становило 475 осіб. Основні галузі зайнятості: освіта, охорона здоров'я та соціальна допомога — 26,3 %, науковці, спеціалісти, менеджери — 20,6 %, виробництво — 13,5 %, роздрібна торгівля — 9,7 %.